# Norrøn
Norrøn er et tillægsord brugt om gamle kulturer i Norden. En bosættelse (også kaldet landnam) foregik i norrøn tid. Nordboernes sprog var norrønt. De norrøne bosættelser omfattede i 1050 Island, vestkysten af Norge, Skotland, Orkneyøerne, Nordirland, Færøerne og Nordbobygderne i Grønland.